# Пилипенко, Антон Петрович
Антон Петрович Пилипенко (13 апреля 1903 года, дер. Лычи, Сквирский уезд, Киевская губерния — 25 марта 1944 года, район с. Ворновица, Винницкий район, Винницкая область) — советский военный деятель, генерал-майор (19 января 1943 года).

## Начальная биография
Антон Петрович Пилипенко родился 13 апреля 1903 года в деревне Лычи Сквирского уезда Киевской губернии.

## Военная служба

### Довоенное время
26 августа 1922 года призван в ряды РККА и направлен на учёбу во 2-ю Киевскую школу червонных старшин, после расформирования которой в октябре того же года переведён в 1-ю Харьковскую школу червонных старшин, переименованную в 1923 году в 5-ю Объединённую школу червонных старшин имени ВУЦИК. По окончании учёбы 8 августа 1925 года направлен в 295-й стрелковый полк (99-я стрелковая дивизия, Украинский военный округ), дислоцированный в Черкассах, в составе которого служил на должностях командира стрелкового и комендантского взводов, взвода полковой школы, помощника командира по политчасти 1-й пулемётной роты.
В сентябре 1928 года А. П. Пилипенко направлен на учёбу на военно-политические курсы при Киевской объединённой военной школе командиров, после окончания которых в августе 1929 года назначен на должность политрука 2-й пулемётной роты в составе 136-го стрелкового Приднепровского полка.
С 8 апреля 1931 года учился в Военной академии имени М. В. Фрунзе, по окончании которой с мая 1934 года служил помощником начальника 1-го отдела штаба 45-го механизированного корпуса (Украинский военный округ). В январе 1935 года А. П. Пилипенко переведён в 1-й отдел Штаба РККА, где назначен на должность помощника начальника 1-го отделения, в октябре 1937 года — на должность заместителя начальника, в январе 1938 года — на должность начальника 4-го отделения, а в апреле 1939 года — на должность начальника 1-го отделения.
19 августа 1939 года назначен начальником штаба 62-го стрелкового корпуса (Уральский военный округ). В июне 1941 года корпус включён в состав 22-й армии и в период с 16 по 21 июня передислоцирован в район пгт Идрица Псковской области.

### Великая Отечественная война

Могила Пилипенко на Мемориале Вечной Славы в Киеве.

С началом войны находился на прежней должности. 22-я армия 26 июня 1941 года начала выдвижение в район Полоцка, 2 июля включена в состав Западного фронта и с 9 июля вела оборонительные боевые действия на рубеже Идрица, Дрисса, Витебск, а затем участвовала в Смоленском сражении на великолукском направлении.
2 сентября 1941 года полковник А. П. Пилипенко назначен на должность командира 186-й стрелковой дивизии, которая принимала участие в боевых действиях в ходе Вяземской и Калининской оборонительных операций. В ноябре переведён на должность заместителя начальника штаба — начальника оперативного отдела штаба 22-й армии, после чего участвовал в Калининской наступательной операции и наступательных боевых действиях на ржевско-вяземском направлении.
8 июня 1942 года назначен начальником штаба 4-й резервной армии, переименованной 3 августа в 38-ю, после чего принимал участие в оборонительных и наступательных боевых действиях в районе Воронежа. 14 января 1943 года переведён на должность начальника штаба 3-й танковой армии, которая участвовала в Острогожско-Россошанской и Харьковской наступательных операциях.
2 марта 1943 года генерал-майор А. П. Пилипенко назначен начальником штаба Воронежского фронта, который вел боевые действия на харьковском направлении в ходе Харьковской оборонительной операции, а в апреле того же года — вновь начальником штаба 38-й армии, которая вскоре принимала участие в боях на обоянском и прохоровском направлениях в ходе Курской битвы, затем в наступлении на Левобережной Украине и освобождении городов Сумы, Ромны и Прилуки, битве за Днепр, Киевских наступательной и оборонительной, Житомирско-Бердичевской и Проскуровско-Черновицкой наступательных операциях.
Генерал-майор Антон Петрович Пилипенко трагически погиб в авиационной катастрофе 25 марта 1944 года в районе населённого пункта Ворновица Винницкой области Украинской ССР, когда по разрешению командующего армией генерала Кирилла Семёновича Москаленко и члена военного совета армии генерала Алексея Алексеевича Епишева на самолёте «По-2» вылетел проведать недавно освобождённые родные места, но по дороге самолёт потерпел крушение. Похоронен на Мемориале Вечной Славы в Киеве.

## Награды
- Два ордена Ленина (04.02.1943, 29.10.1943)
- Орден Красного Знамени (31.08.1941);
- Орден Отечественной войны 1 степени (25.08.1944);
- Медали.

Иностранные награды
- Чехословацкий Военный крест (22.12.1943).